# Zdeněk Stromšík
Zdeněk Stromšík (ur. 25 listopada 1994 w Valašskim Meziříčíu) – czeski lekkoatleta, sprinter, wielokrotny medalista mistrzostw Czech.

## Osiągnięcia sportowe
Zajął 18. miejsce (3. miejsce w finale C) w biegu na 100 metrów na igrzyskach olimpijskich młodzieży w 2010 w Singapurze. Odpadł w eliminacjach tej konkurencji, a sztafeta 4 × 100 metrów z jego udziałem nie ukończyła biegu eliminacyjnego na mistrzostwach świata juniorów w 2012 w Barcelonie. Zajął 4. miejsce w finale biegu na 100 metrów, a sztafeta 4 × 100 metrów z jego udziałem nie ukończyła biegu eliminacyjnego na mistrzostwach Europy juniorów w 2013 w Rieti. Odpadł w eliminacjach biegu na 60 metrów na halowych mistrzostwach Europy w 2015 w Pradze.
Zdobył srebrny medal w sztafecie 4 × 100 metrów (która biegła w składzie: Marcel Kadlec, Michal Desenský, Jan Jirka i Stromšík), a także odpadł w biegu na 100 metrów na młodzieżowych mistrzostwach Europy w 2015 w Tallinnie. Odpadł w ćwierćfinale biegu na 100 metrów na uniwersjadzie w 2017 w Tajpej oraz eliminacjach biegu na 60 metrów na halowych mistrzostwach świata w 2018 w Birmingham. Na mistrzostwach Europy w 2018 w Berlinie odpadł w półfinale biegu na 100 metrów, a sztafeta 4 × 100 metrów z jego udziałem awansowała do finału, w którym nie wystartowała. Zajął 6. miejsce w sztafecie 4 × 100 metrów, 8. miejsce w biegu na 200 metrów i odpadł w półfinale biegu na 100 metrów na uniwersjadzie w 2019 w Neapolu. Odpadł w eliminacjach biegu na 60 metrów na halowych mistrzostwach Europy w 2021 w Toruniu, w eliminacjach biegu na 100 metrów i sztafety 4 × 100 metrów na mistrzostwach Europy w 2022 w Monachium oraz w eliminacjach biegu na 60 metrów na halowych mistrzostwach Europy w 2023 w Stambule.
Był mistrzem Czech w biegu na 100 metrów w 2013, 2017, 2018 i 2022, wicemistrzem na tym dystansie w 2014, 2019 i 2021 oraz brązowym medalistą w 2016. W hali był mistrzem Czech w biegu na 60 metrów w 2019, 2020. 2022 i 2023, oraz wicemistrzem w tej konkurencji w latach 2015–2017 i 2021.
Jest aktualnym (marzec 2023) rekordzistą Czech w biegu na 100 metrów z czasem 10,16 s, uzyskanym 18 lipca 2018 w Taborze i w sztafecie 4 × 100 metrów z czasem 38,62 s (15 czerwca 2019 w Genewie).

## Rekordy życiowe
Rekordy życiowe Stromšíka:
- bieg na 60 metrów (hala) – 6,59 s (18 lutego 2023, Ostrawa)
- bieg na 100 metrów – 10,16 s (18 lipca 2018, Tabor) / 10,11w (18 czerwca 2018, Brno)
- bieg na 200 metrów – 20,93 s (12 czerwca 2020, Ostrawa)
- bieg na 200 metrów (hala) – 22,20 s (31 stycznia 2012, Wiedeń)